# رودولفو ريك
رودولفو ريك (بالإسبانية: Rodolfo Rake)‏ مواليد 13 يوليو 1979 في ليما، هو لاعب كرة مضرب بيروفي سابق وكان يلعب باليد اليمنى. أعلى تصنيف له في الفردي كان المركز الـ 353 في سنة 2000. أعلى تصنيف له في الزوجي كان المركز الـ 501 في سنة 1999.